# 요르고스 쿠트루비스
요르고스 쿠트루비스(그리스어: Γιώργος Κουτρουμπής, 1991년 10월 2일, 아테네 ~)는 그리스의 축구 선수로, 현재 넴제티 버이녹샤그 I의 우이페슈트 FC에서 센터백로 활약하고 있다.

## 경력
쿠트루비스는 본래 AEK와의 계약으로 인해 파나티나이코스가 이적을 발표할 수 없었다. 2013년 6월 26일, 그는 파나티아니코스의 2013-14 시즌 첫 훈련 세션에 참가하였다. 2013년 7월 2일, 그는 AEK에 항소하여 그에게 팀이 빚진 것을 청산하게 했다. 같은 날, 그는 네덜란드의 오스터르베르흐로 이동해 파나티나이코스의 여름 준비 훈련에 참가했다. 2013년 7월 17일, 쿠트루비스가 파나티나이코스와 4년 계약을 맺고 합류했다고 발표되었다.

## 경력 통계
2015년 2월 8일 기준
| 클럽           | 시즌      | 리그 | 리그 | 컵   | 컵 | 유럽* | 유럽* | 기타** | 기타** | 합계 | 합계 |
| 클럽           | 시즌      | 출장 | 골   | 출장 | 골 | 출장  | 골    | 출장   | 골     | 출장 | 골   |
| -------------- | --------- | ---- | ---- | ---- | -- | ----- | ----- | ------ | ------ | ---- | ---- |
| 칼리테아       | 2010-11   | 21   | 0    | 0    | 0  | 0     | 0     | 0      | 0      | 21   | 0    |
| 칼리테아       | 2011-12   | 29   | 0    | 1    | 0  | 0     | 0     | 0      | 0      | 30   | 0    |
| 칼리테아       | 합계      | 50   | 0    | 1    | 0  | 0     | 0     | 0      | 0      | 51   | 0    |
| AEK            | 2012-13   | 29   | 1    | 1    | 0  | 0     | 0     | 0      | 0      | 30   | 1    |
| AEK            | 합계      | 29   | 1    | 1    | 0  | 0     | 0     | 0      | 0      | 30   | 1    |
| 파나티나이코스 | 2013-14   | 25   | 2    | 6    | 0  | 0     | 0     | 6      | 0      | 37   | 2    |
| 파나티나이코스 | 2014-15   | 11   | 1    | 2    | 0  | 6     | 0     | 0      | 0      | 19   | 1    |
| 파나티나이코스 | 합계      | 36   | 3    | 8    | 0  | 6     | 0     | 6      | 0      | 56   | 3    |
| 경력 합계      | 경력 합계 | 115  | 4    | 10   | 0  | 6     | 0     | 6      | 0      | 137  | 4    |

(* UEFA 챔피언스리그, UEFA 유로파리그 포함) 

(** 수페르리가 엘라다 플레이오프전 포함)

## 수상
파나티나이코스
- 그리스 컵: 2013-14